# Woodburn (Australia)
Woodburn – miasto w Australii, w stanie Nowa Południowa Walia.